# Welterbe in Burkina Faso

Zum Welterbe in Burkina Faso gehören (Stand 2024) vier UNESCO-Welterbestätten, drei Stätten des Weltkulturerbes und eine Stätte des Weltnaturerbes. Burkina Faso hat die Welterbekonvention 1987 ratifiziert, die erste Welterbestätte wurde 2009 in die Welterbeliste aufgenommen. Die bislang letzte Welterbestätte wurde 2024 eingetragen.

## Welterbestätten
Die folgende Tabelle listet die UNESCO-Welterbestätten in Burkina Faso in chronologischer Reihenfolge nach dem Jahr ihrer Aufnahme in die Welterbeliste (K – Kulturerbe, N – Naturerbe, K/N – gemischt, (G) – auf der Liste des gefährdeten Welterbes).
| Bild                | Bezeichnung                             | Jahr | Typ | Ref. | Beschreibung |
| ------------------- | --------------------------------------- | ---- | --- | ---- | --- |
| Ruinen von Loropéni | Ruinen von Loropéni (Lage)              | 2009 | K   | 1225 | Die Ruinen sind die Überreste einer ehemaligen Befestigungsanlage in der Nähe der Gemeinde Loropéni in der Region Sud-Ouest. Die Befestigungsanlagen wurden zum Schutz des ehemaligen Transsaharahandels errichtet. Ein Großteil der Anlage ist bisher nicht ausgegraben worden, das Wissen über die Anlage ist daher gering. Die Anlagen sind etwa 1000 Jahre alt. |
| Blick auf den Arly  | Nationalparkkomplex W-Arly-Pendjari     | 2017 | N   | 749  | umfasst den Nationalpark Arly und den Nationalpark W, gemeinsame Welterbestätte mit Benin und Niger |
|                     | Historische Stätten der Eisenverhüttung | 2019 | K   | 1602 | dazu gehören die Stätten von Tiwega, Yamané, Kindbo, Békuy und Douroula |
| (weitere Bilder)    | Königlicher Hof von Tiébélé             | 2024 | K   | 1713 | Residenz des Königs der der Kassena in der Stadt Tiébélé |

## Tentativliste
In der Tentativliste sind die Stätten eingetragen, die für eine Nominierung zur Aufnahme in die Welterbeliste vorgesehen sind.

### Aktuelle Welterbekandidaten
Mit Stand 2024 sind vier Stätten in der Tentativliste von Burkina Faso eingetragen, die letzte Eintragung erfolgte 2012. Die folgende Tabelle listet die Stätten in chronologischer Reihenfolge nach dem Jahr ihrer Aufnahme in die Tentativliste.
| Bild                                         | Bezeichnung                                         | Jahr | Typ | Ref. | Beschreibung                                                                              |
| -------------------------------------------- | --------------------------------------------------- | ---- | --- | ---- | ----------------------------------------------------------------------------------------- |
|                                              | Nekropolen von Bourzanga                            | 1996 | K   | 56   | zwei Gruppen von Nekropolen in der Stadt Bourzanga                                        |
| Biosphärenreservat Mare aux Hippopotames     | Biosphärenreservat Mare aux Hippopotames            | 2012 | N   | 5655 |                                                                                           |
|                                              | Felszeichnungen in der Sahel-Region                 | 2012 | K   | 5657 | dazu gehören die Felszeichnungen von Pobé-Mengao, Arbinda und Markoye in der Region Sahel |
| Sya, historisches Zentrum von Bobo-Dioulasso | Sya, historisches Zentrum von Bobo-Dioulasso (Lage) | 2012 | K   | 5658 | Historischer Stadtkern der Stadt Bobo-Dioulasso                                           |

### Ehemalige Welterbekandidaten
Diese Stätten standen früher auf der Tentativliste, wurden jedoch wieder zurückgezogen oder von der UNESCO abgelehnt. Stätten, die in anderen Einträgen auf der Tentativliste enthalten oder Bestandteile von Welterbestätten sind, werden hier nicht berücksichtigt.
| Bild                                | Bezeichnung                         | Jahr      | Typ | Ref. | Beschreibung |
| ----------------------------------- | ----------------------------------- | --------- | --- | ---- | --- |
|                                     | Niangouri                           | 1987–1988 | K   |      | |
| Banforafälle mit den Pics de Sindou | Banforafälle mit den Pics de Sindou | 1987–1996 | N   |      | umfasst die Cascades de Karfiguéla (Wasserfälle des Flusses Comoé) und die Pics de Sindou (Formation steiler Sandsteinfelsen östlich der Stadt Sindou) |
|                                     | Felsgravuren von Cave Borodougou    | 1987–1996 | K   |      | |
|                                     | Dörfer der Koro                     | 1987–1996 | K   |      | |